# 高桥海滨浴场
高桥海滨浴场，一家曾位于上海市高桥镇的有沙滩的水上乐园，系天然海滨浴场。民国19年（1930年），上海市政府动议于长江口边的高桥龙王庙筹建高桥海滨浴场以供市民避暑，民国21年（1932年）7月16日初步建成开放。刚开业时，休息处等设施均无。后曾一度转包给商办，1935年复归市办，由兴业信托社、上海市轮渡公司主持管理，同年6月30日浴场正式开张。此时的浴场设施齐全，大门是绿化琉璃瓦盖的门楼，两边各有美人鱼雕像；进口有近五十步水泥台阶，两旁有池塘供游客垂钓；除开更衣室、淋浴卫生设备，海滨浴场还附设旅馆、饭店、酒吧间、舞厅等设施。张学良、吴铁城、杜月笙等当时的政商界名流送匾祝贺，于右任和黄炎培分别为“高桥海滨浴场” 和场内的“高桥饭店”题名。市轮渡公司更因此开设夜班轮渡，连接高桥天灯口码头与上海外滩，方便游客出行。1937年，日军于龙王庙登陆，毁于日軍炮火，被迫停止开放。20世纪40年代，海滨浴场毫无设备却重新开放，以至于1946年发生过人身事故。
上海战役后，上海市人民政府接管高桥海滨浴场，于1951年7月4日重新开业。1958年，上海市总工会和市体委重建时，另在高东乡徐家路滩竹园村处复建高桥海滨浴场，设备较为简单。1963年遭第七号台风损坏。20世纪60年代末，海滨浴场开放予上海民众畅游长江。
1984年，川沙县人民政府决定在老海滨浴场原址高桥龙王庙重建高桥海滨浴场，占水陆面积940亩，第一期投资500万元。重建工程有拓宽高桥至海滨段的公路，建造下水台级6座及其他安全设施，2640平方米饭店1座，7500平方米停车场和自行车停车棚，200平方米商店，2000平方米更衣、出租、寄存等简易建筑和绿化地带，并组织有3条救生艇、20条救生船和近80名的救生员队伍。1985年6月16日建成开放。1993年，因外高桥保税区（一说外高桥发电厂）开发征地而停办。